# Klaudia Maruszewska
Klaudia Maruszewska (née le 28 août 1997) est une athlète polonaise, spécialiste du lancer du javelot.

## Biographie
En 2016, elle remporte la médaille d'or du lancer du javelot lors des championnats du monde juniors, à Bydgoszcz, avec la marque de 57,59 m.

### Palmarès
| Date | Compétition                   | Lieu      | Résultat | Épreuve           | Performance |
| ---- | ----------------------------- | --------- | -------- | ----------------- | ----------- |
| 2016 | Championnats du monde juniors | Bydgoszcz | 1re      | Lancer du javelot | 57,59 m     |

### Records
| Épreuve           | Performance | Lieu      | Date            |
| ----------------- | ----------- | --------- | --------------- |
| Lancer du javelot | 57,59 m     | Bydgoszcz | 20 juillet 2016 |